# Пол Дано
Пол Фра́нклін Да́но (англ. Paul Franklin Dano; народ. 19 червня 1984, Нью-Йорк) — американський актор, режисер, сценарист, продюсер та музикант.

## Біографія
Пол Франклін Дано народився 19 червня 1984 року в Нью-Йорку, США. Батьки Гледіс (до шлюбу Піппа) і Пол А. Дано. Також у нього є молодша сестра Сара. Перші кілька років Пол прожив у Нью-Йорку. Потім родина переїхала в  Нью-Канаан, штат Коннектикут і зрештою оселилася в  Вілтон. Там Дано закінчив  школу, після чого навчався в  коледжі Юджина Ланга.
Грати в театрі почав вже в дитячому віці. У віці 12 років дебютував у п'єсі  «Пожнеш бурю». У цій постановці грали Джордж Кемпбелл Скотт і Чарльз Дернінг. У 17 років Пол Дано зіграв свою першу головну роль у фільмі  «Брехня». Після цього він знімався в різних кінопроєктах. Критики особливо відзначили його хорошу гру у фільмі  «Нафта». В даний час Дано продовжує зніматися в різних фільмах, переважно незалежних. Крім того він грає в декількох театральних постановках на Бродвеї. Крім акторської діяльності Пол Дано є гітаристом і вокалістом групи «Мук» («Mook»). Журнал  «Rolling Stone» включив Дано в список найкращих гітаристів 2007 року.
Пол у відносинах з акторкою Зої Казан з 2007 року.

## Визнання і нагороди
Нагороди:
- 2002 — Премія «Незалежний дух» в номінації «Найкращий дебют» за роль у фільмі «Брехня».
- 2007 — SAG Awards — «Найкращий акторський склад» за фільм «Маленька міс Щастя».

Номінації:
- 2008 — BAFTA — «Найкраща чоловіча роль другого плану» за фільм «Нафта».

## Фільмографія
Актор
| Рік  | Назва                        | Роль                     | Режисер                       | Примітка      |
| ---- | ---------------------------- | ------------------------ | ----------------------------- | ------------- |
| 2000 | Новоприбулі                  | Джоел                    | Джеймс Аллен Бредлі           |               |
| 2001 | Брехня                       | Хоуі Блітцер             | Майкл Куеста                  |               |
| 2002 | Імператорський клуб          | Мартін Блайт(в юності)   | Майкл Гоффман                 |               |
| 2004 | Сусідка                      | Кліц                     | Люк Ґрінфілд                  |               |
| 2004 | Забираючи життя              | Мартін Ашер(в юності)    | Деніел Джон Карузо            |               |
| 2005 | Балада про Джека і Роуз      | Тедіус                   | Ребекка Міллер                |               |
| 2005 | Король                       | Пол                      | Джеймс Марш                   |               |
| 2006 | Маленька міс Щастя           | Двейн Гувер              | Джонатан Дейтон, Валері Феріс |               |
| 2006 | Нація фастфуду               | Брайан                   | Річард Лінклейтер             |               |
| 2007 | Зброя                        | Кріс                     | Adam Bhala Lough              |               |
| 2007 | Світло і страдник            | Дон; Світло              |                               |               |
| 2007 | Нафта                        | Пол Санді/Ілай Санді     | Пол Томас Андерсон            |               |
| 2008 | Явні хвороби                 | Рокко                    | Марк Веббер                   |               |
| 2008 | Світло і страдник            | Дон                      | Крістофер Педітто             |               |
| 2008 | Gigantic                     | Брайан                   | Метт Аселтон                  |               |
| 2009 | Штурм Вудстоку (фільм, 2009) | Хіпі                     | Енг Лі                        |               |
| 2009 | Добре серце (фільм, 2009)    | Лукас                    | Даґур Карі                    |               |
| 2009 | Там, де живуть Чудовиська    | Олександр                | Спайк Джонз                   | Голос         |
| 2010 | Екстрамен                    | Луїс Айвз                | Роберт Пульчіні, Шарі Бермен  |               |
| 2010 | Обхід міка                   | Томас Гейтлі             | Келлі Райхардт                |               |
| 2010 | Лицар дня                    | Саймон Фек               | Джеймс Менголд                |               |
| 2011 | Ковбої проти прибульців      | Персі                    | Джон Фавро                    |               |
| 2012 | Бути Флінном                 | Нік Флінн                | Пол Вайц                      |               |
| 2012 | Рубі Спаркс                  | Кельвін                  | Валері Фаріс, Джонатан Дэйтон |               |
| 2012 | Петля часу                   | Сет                      | Раян Джонсон                  |               |
| 2012 | Для Еллен                    | Джобі Тейлор             | Со Йонг Кім                   |               |
| 2013 | 12 років рабства             | Джон Тібітс              | Стів Макквін                  |               |
| 2013 | Полонянки                    | Алекс Джонс              | Дені Вільнев                  |               |
| 2014 | Любов і милосердя            | Браян Вілсон             | Вільям Полад                  |               |
| 2015 | Юність                       | Джиммі Трі               | Паоло Соррентіно              |               |
| 2016 | Людина — швейцарський ніж    | Генк                     | Ден Кван, Деніел Шайнерт      |               |
| 2017 | Окча                         | Джей                     | Пон Чжун Хо                   |               |
| 2021 | Винний                       | Метью Фонтенот           | Антуан Фукуа                  | голос         |
| 2022 | Бетмен                       | Едварт Нештон / Загадник | Метт Рівз                     |               |
| 2022 | Фабельмани                   | Берт Фабельман           | Стівен Спілберг               |               |
| 2023 | Дурні гроші                  | Кіт Гілл                 | Крейг Гіллеспі                | Постпродукція |
| 2024 | Астронавт                    | Ханус                    | Юган Ренк                     | Постпродукція |

Режисер
| Рік  | Назва      | Примітка              | Посилання |
| ---- | ---------- | --------------------- | --------- |
| 2018 | Дике Життя | Сценарист та продюсер | [ 3 ]     |

### Телебачення
| Рік         | Назва                             | роль             | Примітка               |
| ----------- | --------------------------------- | ---------------- | ---------------------- |
| 1998        | Розумний хлопець                  | Ніколас          | Епізод: "She Got Game" |
| 2002        | Занадто молодий, щоб бути батьком | Метт Фрімен      |                        |
| 2002, 2004  | Клан Сопрано                      | Патрік Уален     | 2 епізоди              |
| 2015        | Codes of Conduct                  | Джаред Ротменсен | пілотний епізод        |
| 2016        | Війна і мир                       | П'єр Безухов     | 6 епізодів             |
| 2018        | Втеча з Даннемору                 | Девід Світ       | 7 епізодів             |
| 2022 — 2023 | Пантеон                           | Каспіан Кіс      | голос, 16 епізодів     |
| 2022        | Містер і місіс Сміт               | Гарріс Матербах  | 2 епізоди              |